# ارلوا
اُرلُوا (به چکی: Orlová) شهری در منطقه موراویا-سیلزیا کشور جمهوری چک است که جمعیت آن در سال ۲۰۰۷ میلادی ۳۳٫۱۶۱ نفر بوده‌است.